# 42nd Street (Manhattan)

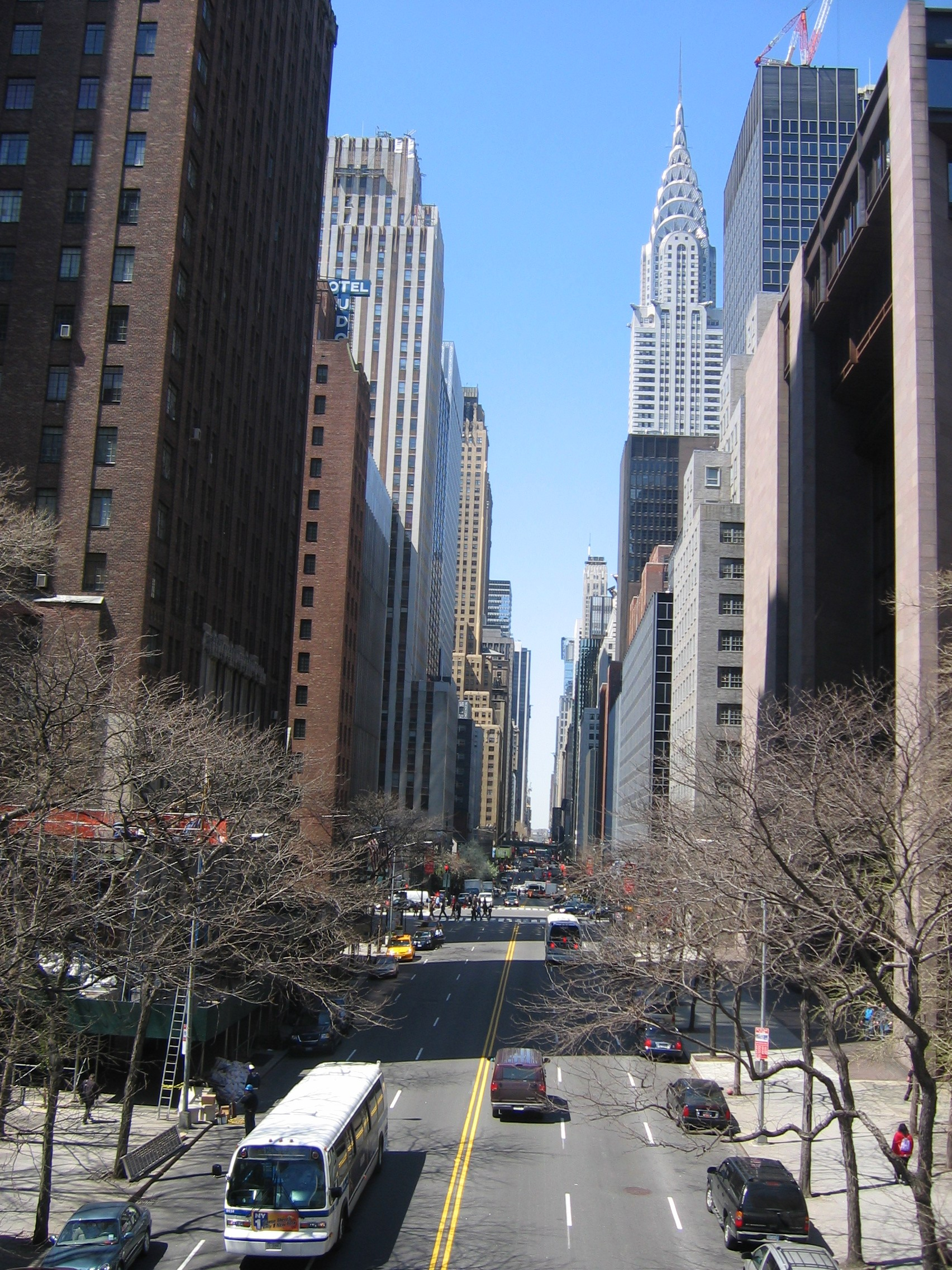
42nd Street in westelijke richting met rechts het Chrysler Building.

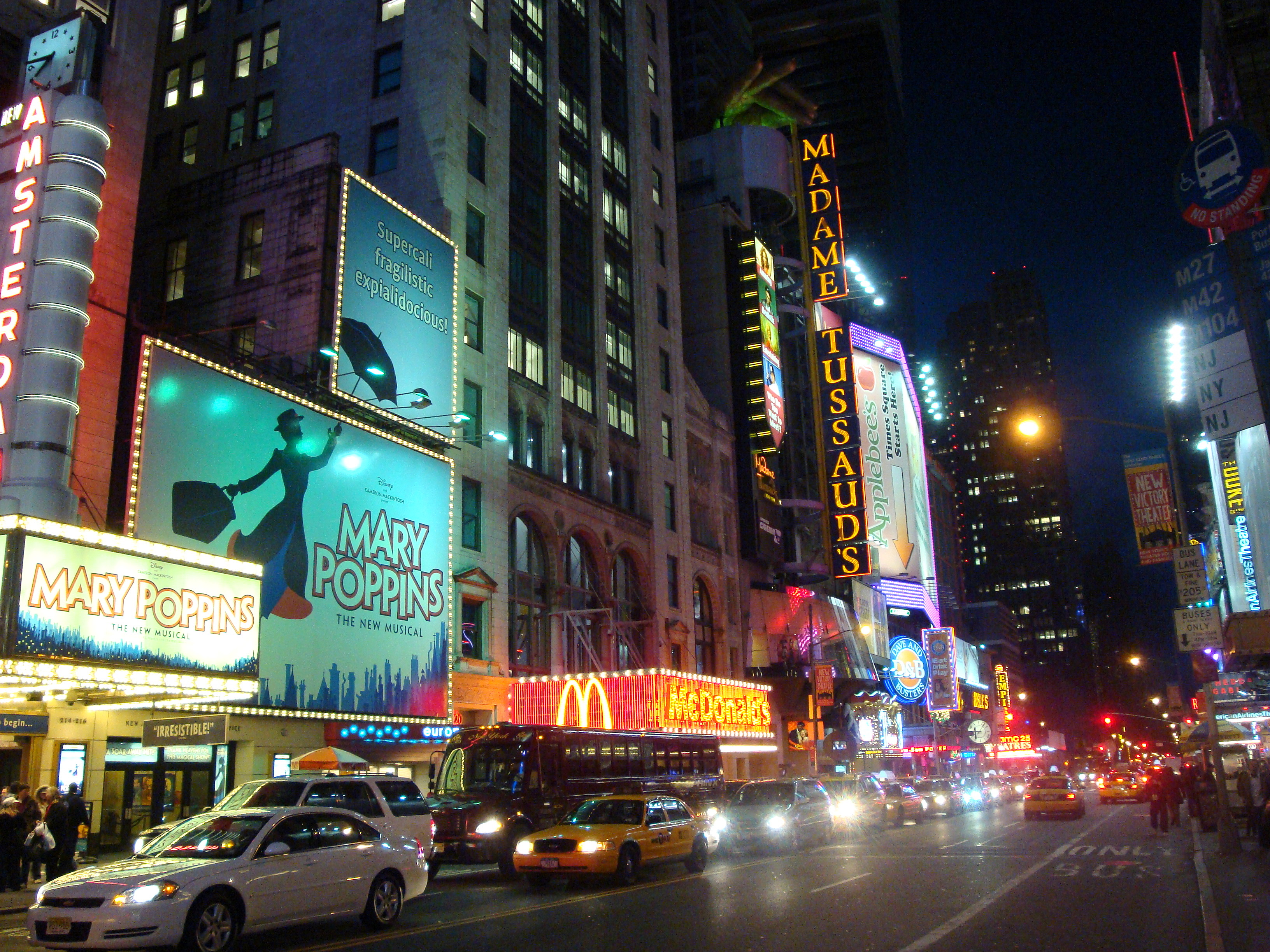
42nd Street met verlichte reclameborden voor het New Amsterdam Theatre, McDonald's, Madame Tussauds, Applebee's, Dave & Buster's, en het New Victory Theater.

42nd Street is een belangrijke straat in Manhattan en een van de beroemde straten van New York.
42nd Street loopt van oost naar west over de hele breedte van Manhattan. De straat staat bekend om de theaters, vooral bij de kruising met Broadway bij Times Square. Het is ook de naam voor het theaterdistrict, en voorheen het red light district, rondom de kruising met Broadway.
Aan 42nd Street staan enkele van de belangrijkste gebouwen van New York waaronder (van oost naar west) het Chrysler Building, Grand Central Terminal, Times Square en de Port Authority Bus Terminal.

## Openbaar vervoer
Elke metrolijn die 42nd Street kruist heeft een station aan de straat waar alle treinen (express en local) stoppen:
- Port Authority Bus Terminal
- Times Square-42nd Street
- 42nd Street / Fifth Avenue-Bryant Park
- Grand Central-42nd Street

De 42nd Street Shuttle rijdt onder 42nd Street tussen Broadway/Seventh Avenue (Times Square) en Park Avenue (Grand Central Terminal).

## Bekende locaties aan 42nd Street
42nd Street ligt in het hart van Manhattan en kent dan ook veel bekende locaties (van oost naar west):
- Hoofdkwartier van de Verenigde Naties, First Avenue
- Ford Foundation, tussen First en Second Avenue
- News Building (voorheen het gebouw van de New York Daily News), Second Avenue
- Chrysler Building, Lexington Avenue
- Pershing Square, Park Avenue
- Grand Central Terminal, Park Avenue
- 500 Fifth Avenue, Fifth Avenue
- New York Public Library Main Branch, Fifth Avenue
- University Optometric Center, tussen Fifth en Sixth Avenue
- SUNY College of Optometry, tussen Fifth en Sixth Avenue
- Bryant Park, Sixth Avenue
- Bank of America Tower op de hoek met Sixth Avenue
- Bush Tower, tussen Sixth en Seventh Avenue
- One Times Square en Times Square, tussen Broadway en Seventh Avenue
- Port Authority Bus Terminal, Eighth Avenue

## Kruisingen met andere wegen van oost naar west
- FDR Drive
- First Avenue
- Second Avenue
- Third Avenue
- Lexington Avenue
- Park Avenue

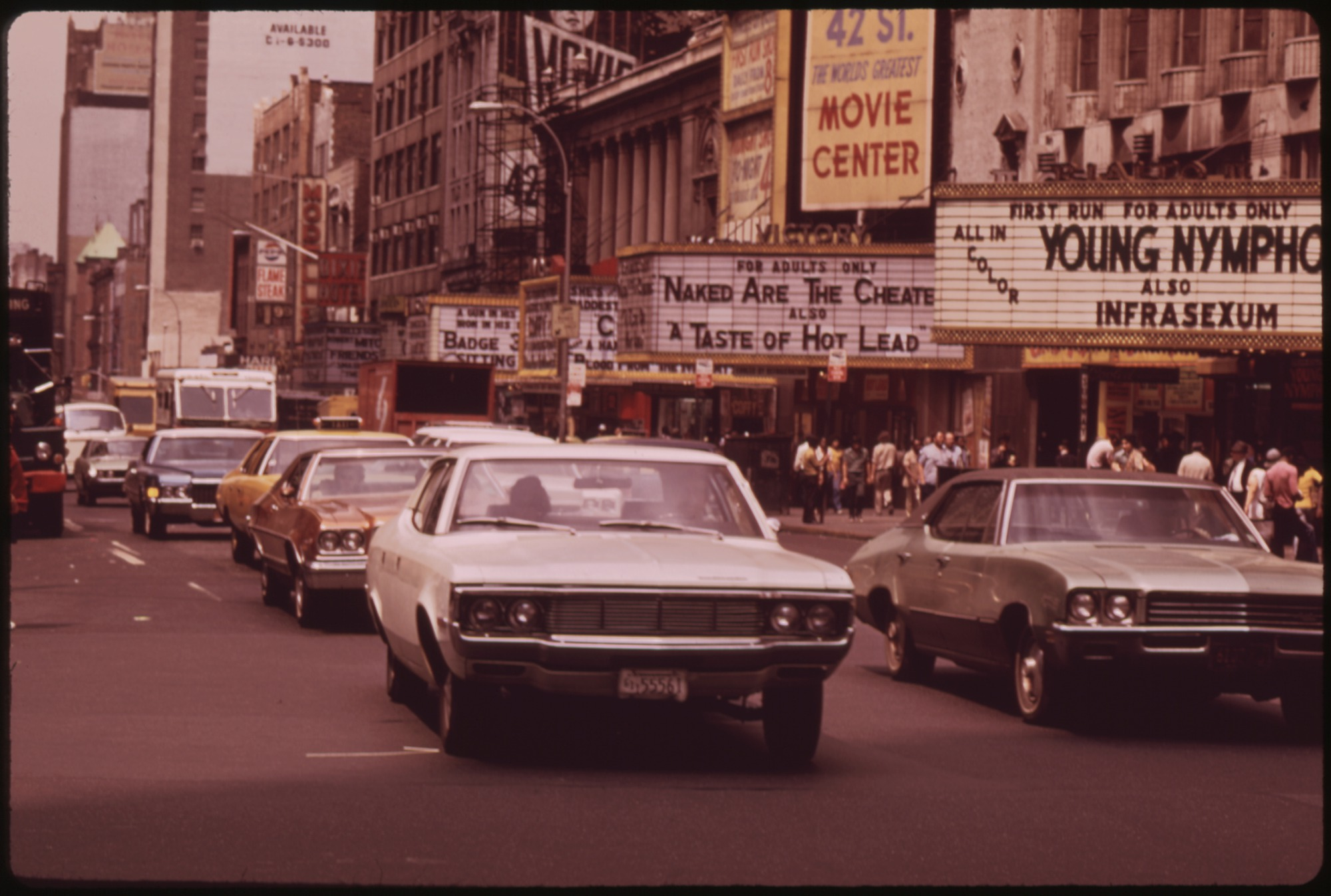
42nd Street, iets ten westen van Seventh Avenue, augustus 1973

- Vanderbilt Avenue - toegang tot Grand Central Terminal
- Madison Avenue
- Fifth Avenue - East 42nd Street wordt hier West 42nd Street
- Sixth Avenue (Avenue of the Americas)
- Broadway
- Seventh Avenue
- Eighth Avenue
- Ninth Avenue
- Dyer Avenue - Lincoln Tunnel uitgang
- Tenth Avenue
- Eleventh Avenue
- West Side Highway